# 王緘 (五代)
王缄（9世纪？—918年），唐朝末年至五代十国晋国官员。
王缄是幽州刘仁恭的故吏。年轻时以刀笔吏出任记室，刘仁恭临时授予幕职，让他出使凤翔。返回途经太原，刘仁恭和李克用翻脸，李克用于是留下王缄。王缄要回去复命，李克用将他下狱，王缄谢罪，于是被任命为推官，官至掌书记。《契丹国志》记载韩延徽从契丹到晋国，因为畏惧王缄的谗言，于是再回到契丹。王缄跟随李存勖经略山东，承制授检校司空、魏博节度使。王缄博学善文，燕蓟多文士，王缄没有名气，在太原，名位上升。燕人马郁，在家乡有盛名，王缄之前以吏职事奉马郁。马郁在太原，说王缄在此作文士，是避风之鸟，受赐于鲁人。在官府宴会时，直呼王缄之名。天祐十年，征讨幽州，擒获刘仁恭父子，李存勖命王缄写露布，观其意向。王缄起草没有什么回避，很多人看不起他。胡柳陂之战，王缄随辎重前行，在乱兵中遇害。傍晚，盧質还营，李存勖问副使王缄所在，卢质说：“我醉了，不知道。”李存勖得知王缄的死讯，哭泣很久，得其遗体，归葬太原。